# Chi Độn
Chi Độn (tiếng Trung: 支遁; 314–366), tự Đạo Lâm (道林), là một cao tăng Phật giáo thời Đông Tấn. Sư được đánh giá là một nhân vật có đóng góp nổi bật trong việc phát triển sâu rộng học thuyết Bát-nhã cho truyền thống Phật giáo Hán truyền.

## Hành trạng
Sư nguyên họ Quan (關), người Trần Lưu (nay thuộc Khai Phong, Hà Nam). Thuở nhỏ, Sư cùng gia đình chạy loạn về Giang Nam, định cư tại Ngô huyện (nay thuộc Tô Châu, Giang Tô). Năm 25 tuổi, Sư xuất gia, thọ pháp với một cao tăng người Nguyệt Chi, nhân đó mới đổi sang họ Chi (支). Sau, Sư vân du đến Kiến Khang, trú tại Bạch Mã tự, chuyên tâm nghiên cứu Phật đạo.
Tại chùa Bạch Mã, Sư thường cùng Lưu Hệ Chi, Phùng Hoài đàm luận về Trang Tử Tiêu dao thiên. Do bất đồng với quan điểm của Quách Tượng thời Tây Tấn, Sư đã chú giải lại Tiêu dao thiên trên quan điểm Bát-nhã, khiến cho quần nho cựu học không thể không thán phục, được tôn xưng là một trong Lục đại gia về Bát-nhã học.
Năm 357, Sư đến Thê Quang tự ở núi Thạch Thành, Diêm huyện (nay thuộc Thặng Châu, Thiệu Hưng, Chiết Giang), chuyên tâm viết sách. Sư viên tịch ngày 4 tháng Tư (al), niên hiệu Thái Hòa nguyên niên (366), hưởng dương 53 tuổi.